# سوق الكوت

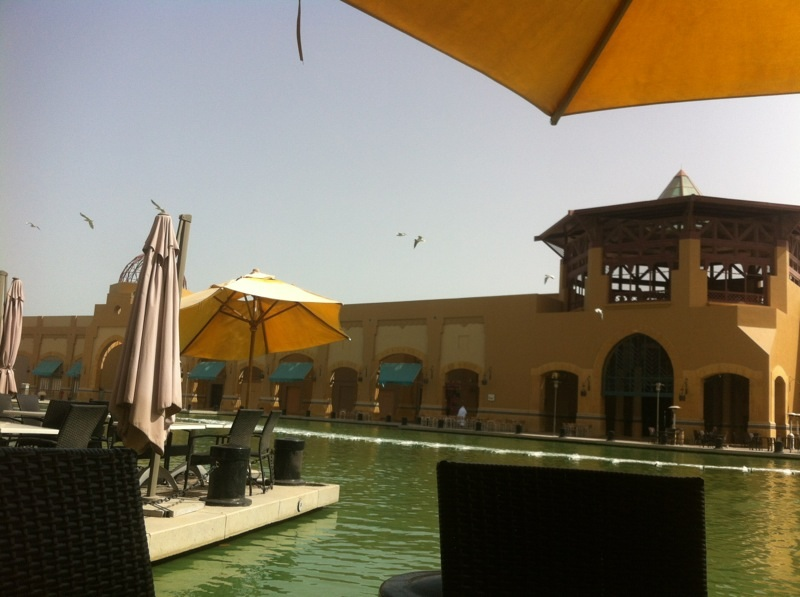

سوق الكوت، هو مجمع تجاري ضخم يقع في جنوب غرب الفحيحيل تم افتتاحه في 10 فبراير 2005، ويتميز المجمع بتصميم متميز مأخوذ من فن العمارة الإسلامية العريق، ضمن مشروع مدينة الفحيحيل الذي يضم مجمعين تجاريين هما (الكوت والمنشر)، فندق روتانا المنشر، مرسى قوارب، واجهة بحرية ونوافير مائية ضخمة.

## انظر ايضاً
قائمة مراكز التسوق في الكويت